# 부산여자중학교
부산여자중학교(釜山女子中學校)는 대한민국 부산광역시 서구 서대신동3가에 있는 공립 중학교이다.

## 학교 연혁
- 1945년 10월 1일 : 부산공립고등여학교 창립
- 1951년 2월 12일 : 현 교사로 이전
- 1953년 8월 21일 : 부산여자중학교로 교명 변경
- 1970년 3월 1일 : 은화여자중학교로 교명 변경
- 1973년 1월 30일 : 은하여자중학교로 교명 개칭
- 1992년 2월 29일 : 부산여자중학교로 교명 변경
- 2012년 3월 1일 : 인성교육실천 연구학교 지정
- 2013년 6월 20일 : 역사실 개관 및 타임캡슐 매설
- 2024년 2월 7일 : 제73회 졸업식(163명, 총 35,235명)
- 2024년 3월 1일 : 제30대 이은란 교장 취임
- 2024년 3월 4일 : 제76회 입학식(신입생 161명)

## 참고 자료
- 부산여자중학교 - 한국교육학술정보원 학교알리미